# Emirates Office Tower
La Emirates Office Tower, nota anche come Emirates Tower One, è un edificio di 54 piani costruito lungo Sheikh Zayed Road nella città di Dubai, Emirati Arabi Uniti.
Collegata con la Jumeirah Emirates Hotel Towers, formano quella che viene comunemente denominato complesso delle Emirates Towers. La torre ha una altezza strutturale totale di 354,6 m (1163 ft) e il tetto raggiunge i 311 m di altezza (1020 ft), il che rende l'edificio il 12º più alto in tutto il mondo. L'Emirates Office Tower è più alta della torre vicina ma ha meno piani. La costruzione dell'edificio è stata completata nel novembre 1999.